# Họ Nhót
Họ Nhót (danh pháp khoa học: Elaeagnaceae) là một họ thực vật có hoa trong bộ Hoa hồng (Rosales), bao gồm các loại cây thân gỗ và cây bụi nhỏ, có nguồn gốc ở khu vực ôn đới của Bắc bán cầu, kéo dài về phía nam tới vùng nhiệt đới châu Á và Úc. Họ này bao gồm 45-50 loài, được chia ra thành 3 chi.
Các loài cây trong họ này thường là có gai, với các lá đơn thường được bao phủ một lớp lông hay vảy nhỏ. Phần lớn các loài là cây chịu khô hạn (tìm thấy trong các khu vực khô hạn); một vài loài có khả năng chịu mặn, chịu được nồng độ mặn cao của đất.

## Đặc điểm
Các loài trong họ này thường là cây gỗ hay cây bụi nhỏ. Lá đơn có cuống lá, mặt bóng như da, mọc so le, đôi khi mọc đối, thường thành vòng. Phiến lá nguyên, gân lá hình lông chim. Khí khổng chủ yếu ở phía xa trục của một mặt. Hoa lưỡng tính hoặc đơn tính khác gốc hay đơn tính khác gốc hoa đực hoặc đơn tính khác gốc hoa cái. Các hoa cái không có nhị lép. Bầu nhị của hoa đực không có. Thụ phấn nhờ gió hay sâu bọ. Hoa mọc đơn độc hay thành cụm. Cụm hoa đầu cành (khi mọc thành cụm) có dạng chùm hoa. Cụm hoa nói chung mọc ở nách lá, ngắn. Hoa thường có mùi thơm, đôi khi không mùi. Bao hoa dạng lá đài (không cánh hoa) màu trắng, kem hay vàng với 4 (đôi khi 2 hay 6 lá đài). Bầu nhụy 1 lá noãn. Quả bế hay quả hạch.

## Phân loại

Phạm vi của họ Nhót

Họ Elaeagnaceae từng rất khó đặt vị trí. Họ này từng được đặt trong bộ Proteales trong phân loại Cronquist năm 1981 do các tương tự trong cấu trúc hoa, và trong bộ Elaeagnales - Rhamnanae, cận kề Proteanae, trong Rosidae theo Takhtadjan năm 1997.